# -fehn
Die Endung -fehn (auch -vehn, -venn, -fenn, -feen) als Bestandteil von Ortsnamen bezeichnet im niederdeutschen Raum eine morastig-sumpfige Niederung oder ein Moor. Ortsnamen mit dieser Endung kommen am häufigsten in Ostfriesland vor, aber auch im Ammerland, in anderen Gebieten Niedersachsens und in Schleswig-Holstein.
In Ostfriesland und den unmittelbar angrenzenden Gebieten deutet ein Ortsname auf -fehn des Öfteren, aber nicht immer auf eine spezielle Form der Moorsiedlung aus der Zeit vom 17. bis zum 19. Jahrhundert hin, die an ins Moor getriebenen Kanälen entstanden ist.

## Beispiele
Die folgende Auflistung steht beispielhaft für deutsche Orte mit dem Anfang Fehn- oder der Endung -fehn.
Augustfehn, Berumerfehn, Elisabethfehn, Fehnhusen, Friedrichsfehn,  Großefehn, Ihlowerfehn, Jheringsfehn, Kamperfehn, Lammertsfehn, Nordgeorgsfehn, Petersfehn,  Rhauderfehn, Südgeorgsfehn, Spetzerfehn, Veenhusen, Warsingsfehn